# Einzinger (Unternehmen)

Logo 1999

Früheres Logo

Die Einzinger & CO GmbH war ein bekannter Versandhändler mit Ladenlokalen, der insbesondere Karnevals- und Dekorationsartikel vertrieb. Gegründet wurde das Unternehmen 1920 von Theodor Einzinger in München und hat zunächst mit Papier- und Schreibwaren gehandelt. Seine Vorfahren waren bereits in der Papierbranche tätig (Anton Einzinger, Buchbinder *1799, Moritz Einzinger, Papierhändler *1869). Ab 1930 wurden Kataloge, ab 1935 Karnevalskataloge vertrieben. Bekannt wurde insbesondere die Einzinger Narrenfibel (Patentanmeldung 1968). Das Sortiment wurde nach und nach ergänzt. Angeboten wurden auch Spielzeug, Gastronomiebedarf und Vereinsartikel.
In den 1950er Jahren existierten in München zehn Filialen. 1965 wurde in München ein großer Neubau erstellt. 1999 wurde der Firmensitz nach Ebersberg verlegt. 2003 wurde das Insolvenzverfahren eröffnet. Im gleichen Jahr wurde das Unternehmen als Festartikel Einzinger GmbH von einer ehemaligen Angestellten weitergeführt. Anfang 2012 erfolgte die endgültige Insolvenz.

## Kataloge (Auswahl)
- Einzinger Narrenfibel
- Partyfibel
- Einzinger's Geschenkebuch (u. a. Spielwaren)
- Weihnachtskatalog